# Systole atlanticus
Systole atlanticus is een vliesvleugelig insect uit de familie Eurytomidae. De wetenschappelijke naam is voor het eerst geldig gepubliceerd in 1960 door Ferrière.